# Cena

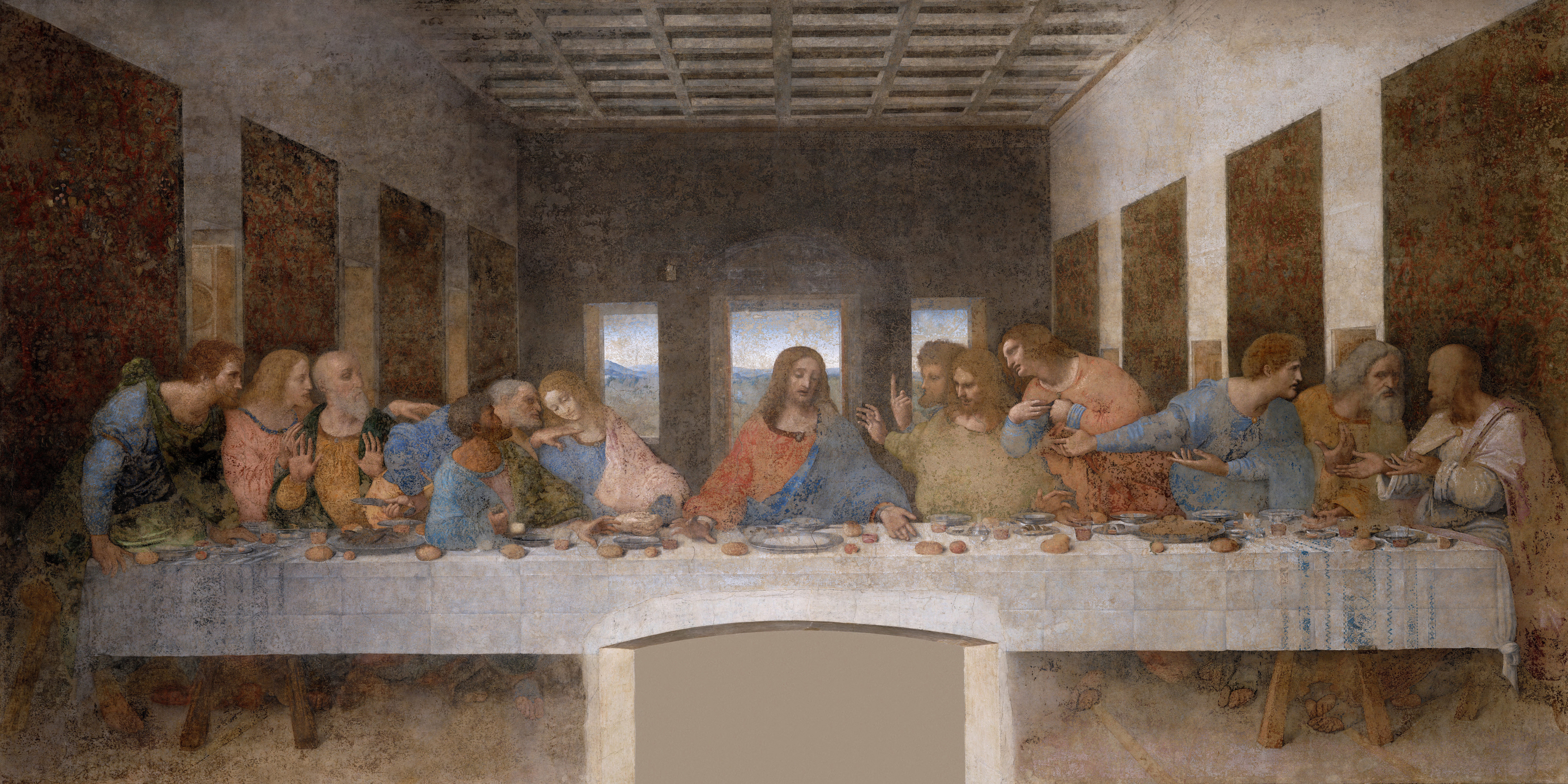
La Última Cena de Leonardo da Vinci.

La  cena (del latín cena) es la última comida del día, se ingiere al atardecer o por la noche y su horario concreto lo determina las costumbres de cada país, así como la cantidad de alimento que se ingiere en la misma. Las cenas suelen incluir dos o más platos, y pueden ir acompañadas de vino o postre. El plato principal suele incluir carne y verduras. En las épocas de verano, la cena puede consistir en un plato principal acompañado de una ensalada o fruta.
En particular, todavía se usa a veces para una comida al mediodía o temprano en la tarde en ocasiones especiales, como una cena de Navidad . En climas cálidos, la gente siempre ha tendido a realizar la comida principal por la noche, después de que la temperatura haya bajado.

## Etimología

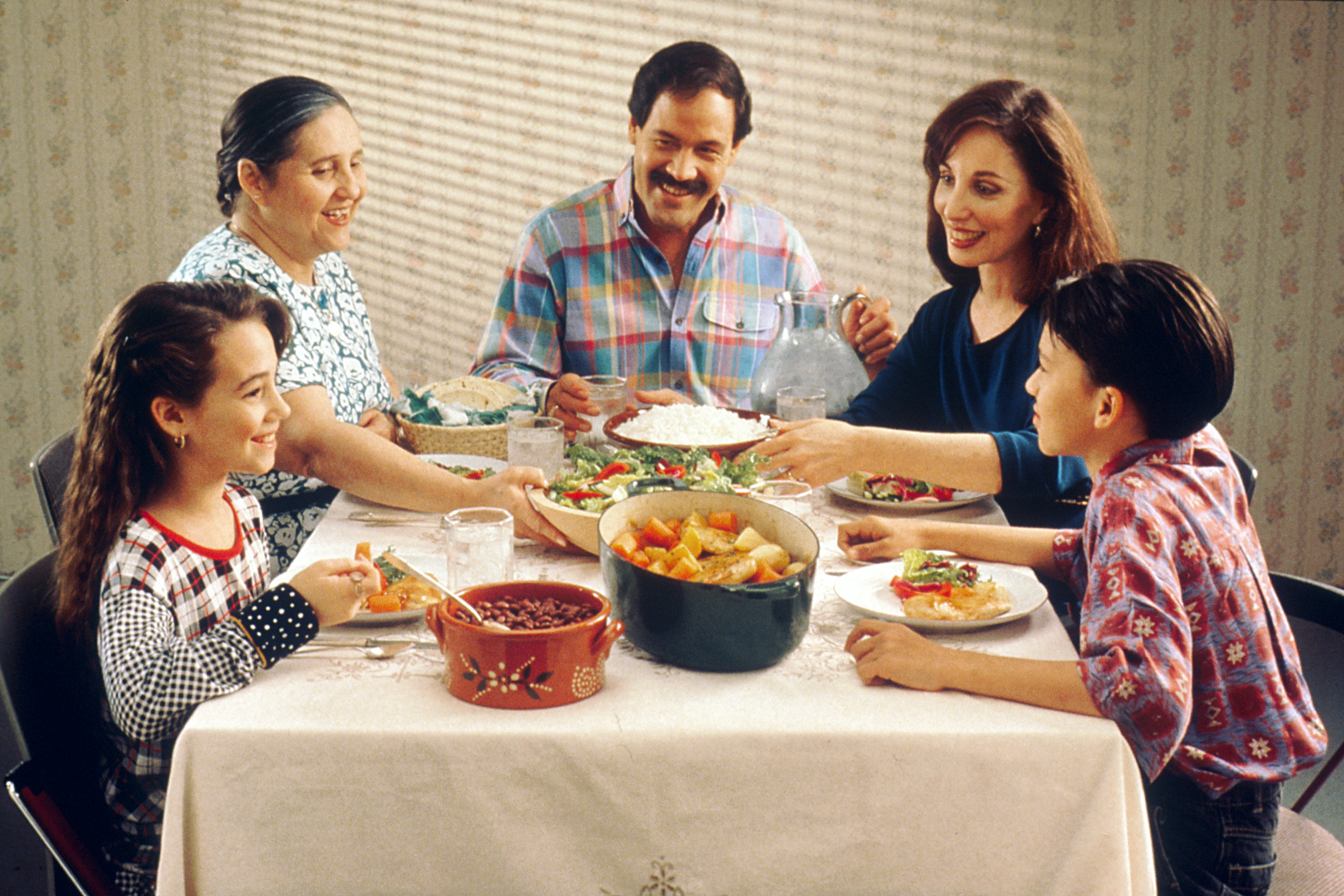
Cena de una familia.

En el francés antiguo ( c.  1300 ) disner, que significa "cenar", de la raíz del galo-romance desjunare ("romper el ayuno"), del latín dis- (que indica lo contrario de una acción) + Latín tardío ieiunare ("ayunar"), del latín ieiunus ("ayuno, hambriento"). La palabra rumana dejun y la francesa déjeuner conservan esta etimología y hasta cierto punto el significado (mientras que la palabra española desayuno y la portuguesa desjejum están relacionados pero se usan exclusivamente para el desayuno). Finalmente, el término pasó a referirse a la comida principal pesada del día, incluso si había sido precedida por un desayuno o incluso por el desayuno y el almuerzo.

## Hora del día

### Siglos XVII a XIX
Reflejando la costumbre típica del siglo XVII, Luis XIV cenaba al mediodía y cenaba a las 22:00 horas. Pero en Europa la cena comenzó a moverse más tarde durante el 1700, debido a la evolución de las prácticas laborales, la iluminación, el estado financiero y los cambios culturales. La hora de moda para la cena siguió posponiéndose progresivamente durante el siglo XVIII, a las dos y las tres de la tarde y, en 1765, el rey Jorge III cenaba a las 4:00 p. m., aunque sus hijos pequeños tenían la suya con su institutriz a las 2:00 p. m., dejando tiempo para visitar a la reina mientras se vestía para la cena con el rey. Pero en Francia María Antonieta, cuando todavía era Delfina de Francia en 1770, escribió que cuando en el Château de Choisy la corte todavía cenaba a las 2:00 p. m., con una cena después del teatro alrededor de las 10:00 p. m., antes de acostarse a la 1:00 o 1:30 a. m.
En la época del Primer Imperio Francés, un viajero inglés a París comentó sobre el abominable hábito de cenar hasta las siete de la tarde. Alrededor de 1850, las cenas de la clase media inglesa eran alrededor de las 5:00 o 6:00 p. m. tienen que trabajar horas fijas, y los viajes al trabajo se hicieron más largos a medida que las ciudades se expandían. A mediados del siglo XIX el tema era una especie de campo minado social, con un elemento generacional. John Ruskin, una vez que se casó en 1848, cenaba a las 6:00 p. m., lo que sus padres consideraron "poco saludable". La escritora Elizabeth Gaskell cenaba entre las 4:00 y las 5:00 p. m. El señor Pooter de la novela Diario de un don nadie, un londinense de clase media baja en 1888-1889, y que cenaba a las 5:00 p. m., fue invitado por su hijo a cenar a las 8:00 p. m. y dijo que no se consideraba parte de la gente a la moda y que prefería cenar antes".
La novela satírica Living for Appearances (1855) de Henry Mayhew y su hermano Augustus comienza con las opiniones del héroe sobre el asunto. Cena normalmente a las 7:00 p. m. y, a menudo, se queja de la costumbre repugnante y propia de un comerciante de cenar temprano, digamos a las 2:00 p. m. La "hora real" la considera las 8:00 p. m., pero no aspira a eso. Le dice a la gente Dime cuándo cenas y te diré lo que eres.

### Época moderna

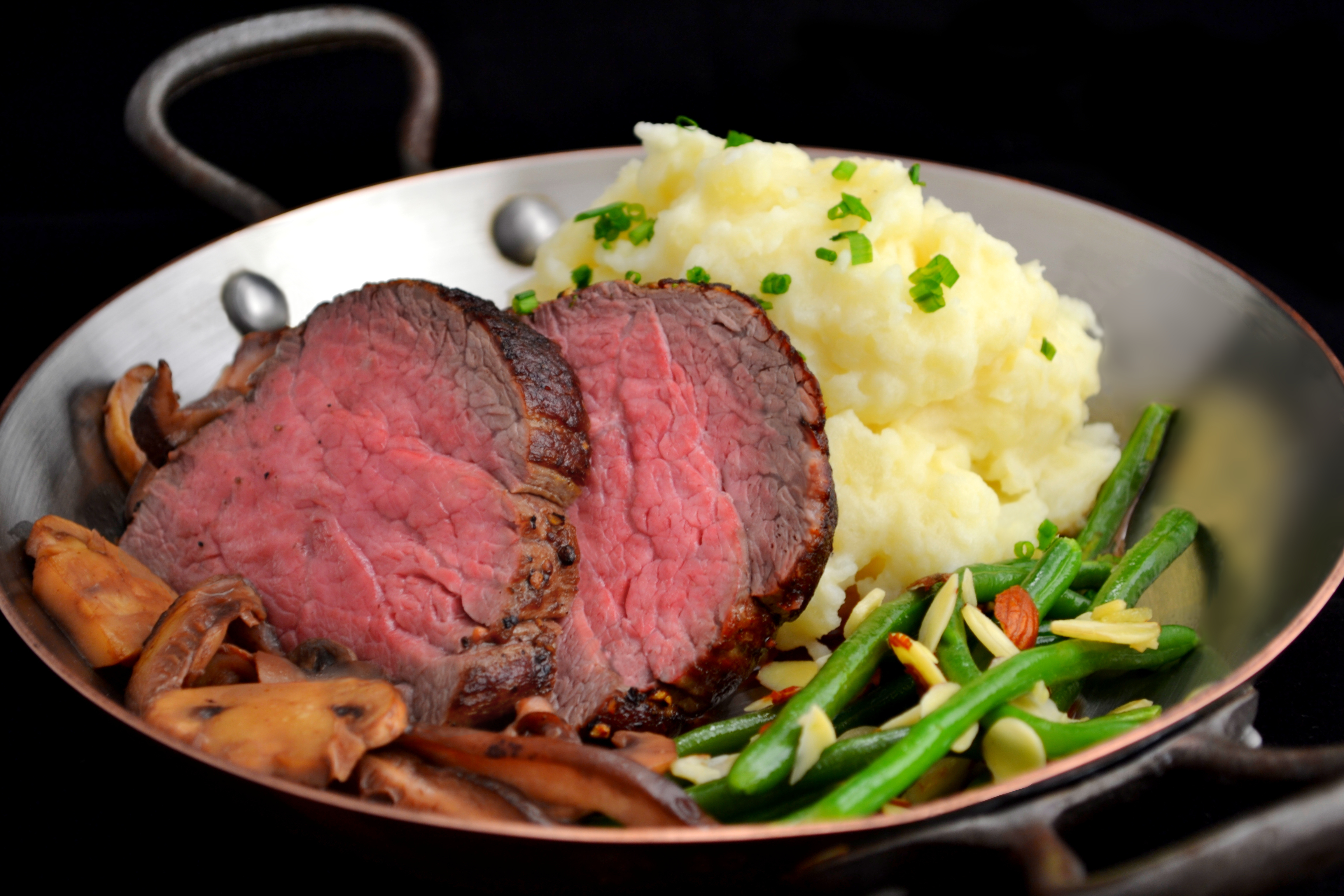
Cena de filet mignon con puré de patata, judías verdes y champiñones.

En muchos usos modernos, el término cena se refiere a la cena, que ahora suele ser la comida más abundante del día en la mayoría de las culturas occidentales. Cuando se usa este significado, las comidas anteriores generalmente se denominan desayuno, almuerzo y quizás un té.
La división entre los diferentes significados de "cena" no se basa en la geografía o la clase socioeconómica. El término para la comida del mediodía es más comúnmente utilizado por la gente de clase trabajadora, especialmente en los Midlands ingleses, el norte de Inglaterra y el cinturón central de Escocia. Incluso en los sistemas en los que la cena es la comida que generalmente se come al final del día, una cena individual aún puede referirse a una comida principal o más sofisticada en cualquier momento del día, como un banquete, una fiesta o una cena. comida especial que se come un domingo o día festivo, como la cena de Navidad o la cena de Acción de Gracias. En tal cena, las personas que cenan juntas pueden estar vestidas formalmente y consumir alimentos con una variedad de utensilios. Estas cenas a menudo se dividen en tres o más platos. Los entrantes, compuestos por opciones como sopa o ensalada, anteceden al plato fuerte al que sigue el postre.
Una encuesta realizada por Jacob's Creek, un enólogo australiano, encontró que la hora promedio de la cena en el Reino Unido es a las 7:47 p. m.

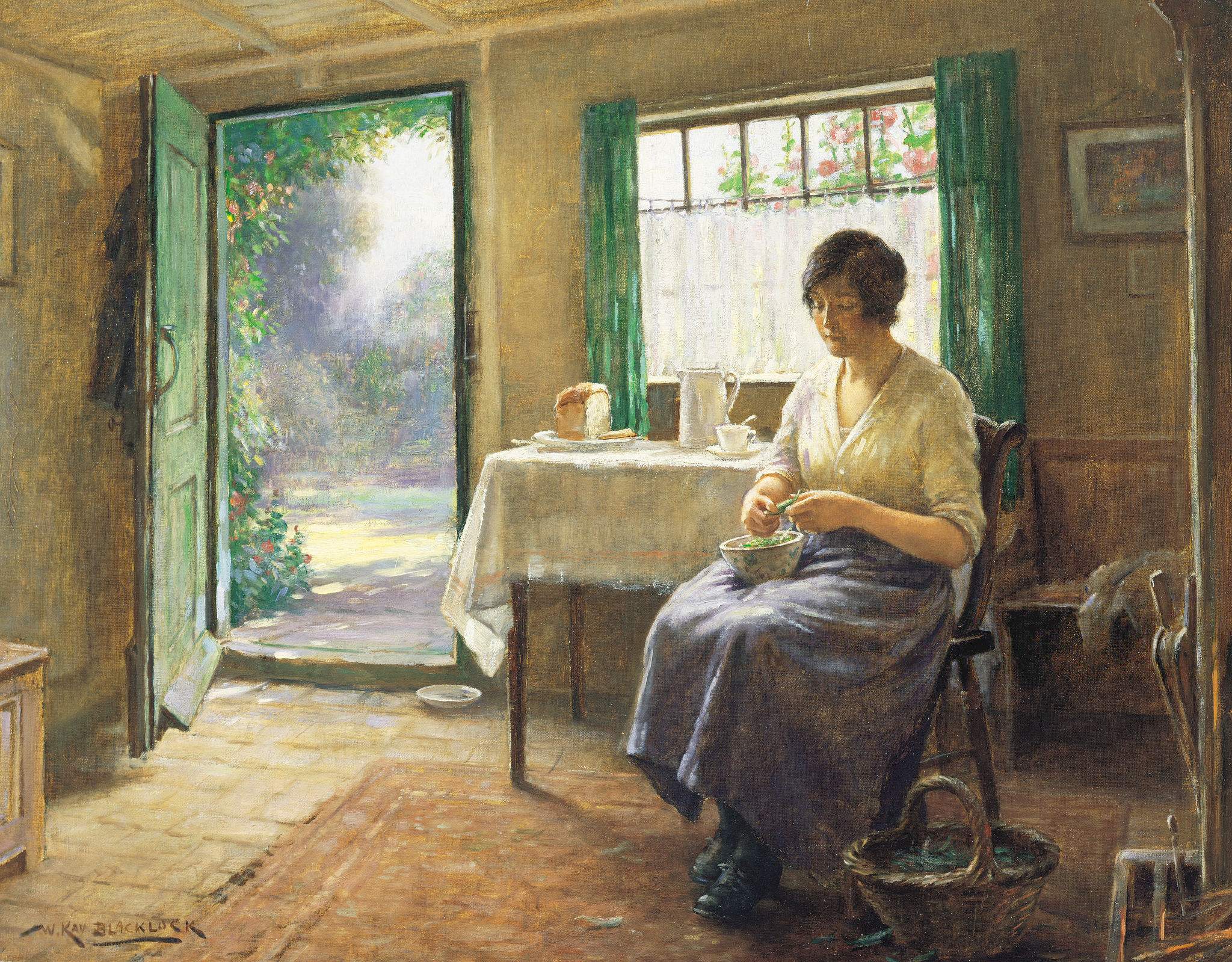
Pintura "Preparación de la cena",. Obra de William Kay Blacklock (1872–1924).

## Menú y secuencia de platos
El menú fijo incluye 2, 3 o 4 platos. La más completa y variada dieta, en la que el almuerzo consta de 4 platos: entrantes, sopa, segundo plato y postre. Esta secuencia de presentación no es casual, se ha establecido desde hace mucho tiempo:
- Entrantes: en primer lugar, se sirven los aperitivos en la mesa, platos de pequeño tamaño y sabor picante y salado. Estimulan el apetito, lo que tiene un efecto beneficioso sobre la digestión y favorece la asimilación de los siguientes platos del almuerzo (sugerencia para el almuerzo) y las sopas (la invitación de pleno valor a la cena o el calentamiento).
- Desarrollo: los segundos platos están bien diseñados para dar sensación de saciedad. Por lo general, son hipercalóricos y variados en términos de un conjunto de productos y, en consecuencia, en términos de contenido de nutrientes.
- Finalización: platos dulces completan la comida. Aportan al organismo los azúcares necesarios, y tienen un agradable sabor y aroma (despedida).

La cena también puede consistir en solo dos platos (se omiten los entrantes y los dulces). Luego hay un cambio en el orden y las sopas se convierten en el primer plato de la cena. En la práctica, también es común una comida de un plato con té y pan.

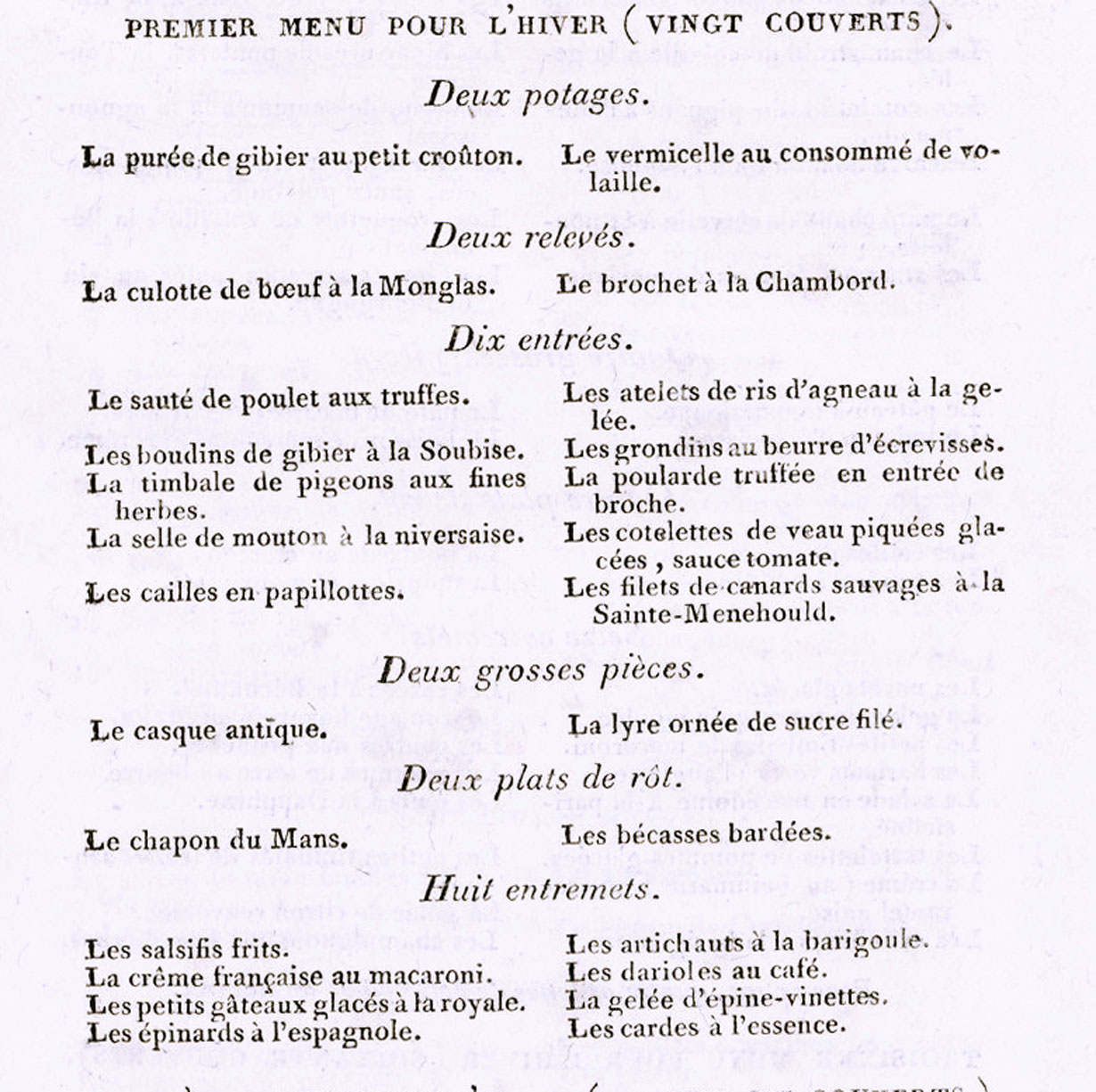
Ejemplo de menú ceremonioso a la francesa. Menú de invierno en Cuaresma, con sopas, entradas, entremeses, y asados.

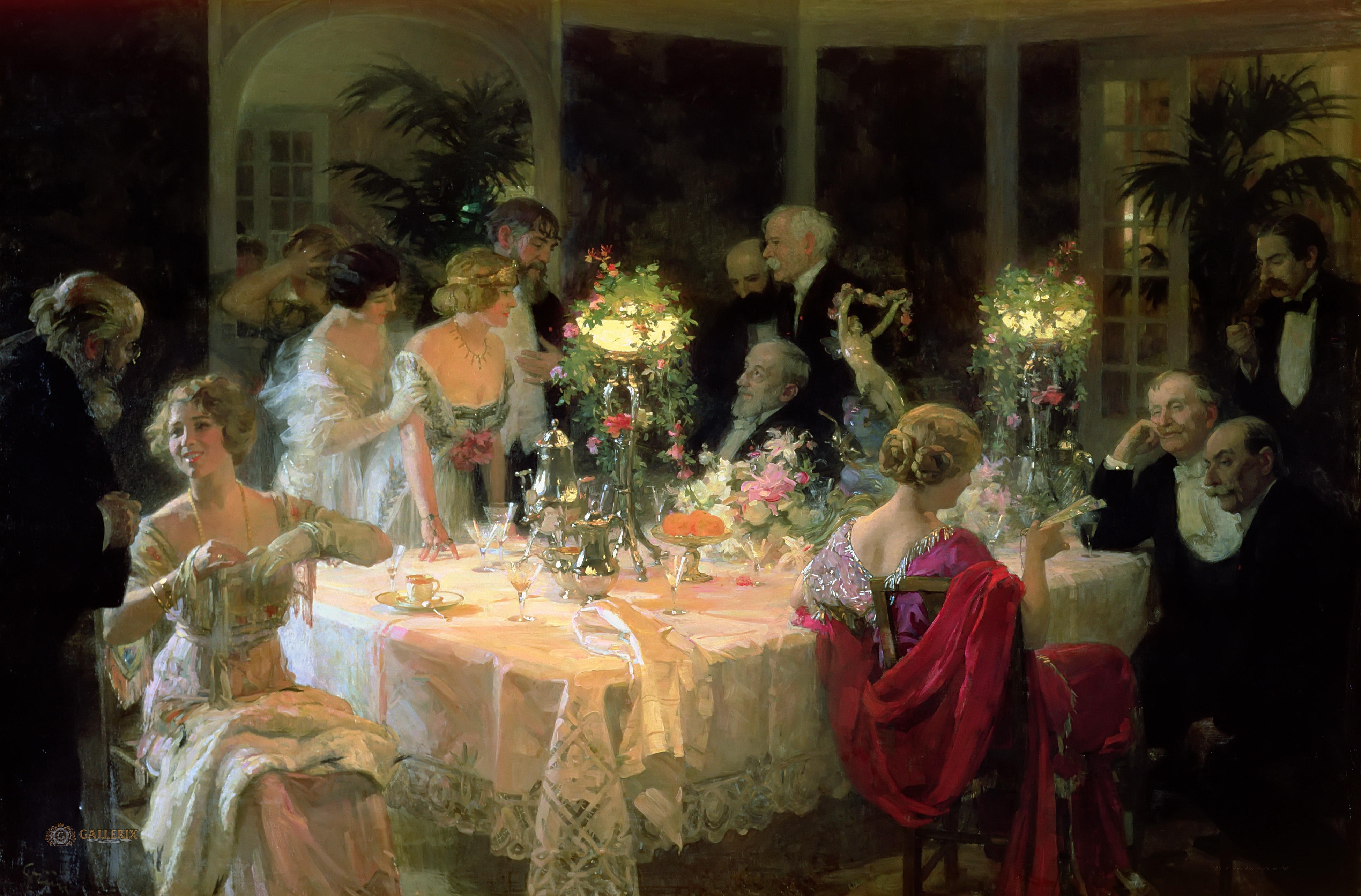
Pintura El final de la cena. Obra de Jules-Alexandre Grün (1868 - 1934).

## Diferencia entre países
En España y algunos países de Hispanoamérica se cena entre las diez y las once de la noche, aunque es común que cada familia adopte un horario según sus necesidades. En otros países europeos se suele cenar antes; por ejemplo, en Gran Bretaña o en Finlandia, se cena entre las cinco y las ocho de la tarde, al igual que en Canadá y Estados Unidos. Aun así, cada familia tiene unas horas propias para cenar aproximadas que se alteran dependiendo del día. En Portugal, la cena es conocida como la «comida de medianoche» y se utiliza la palabra jantar o janta para la comida entre las siete y las once de la noche.
Existen otros países (por ejemplo Venezuela) donde la cena suele consistir en un plato ligero o mediano, a veces muy similar a un desayuno, reservándose las cenas más cargadas sólo para ocasiones especiales. Por regla general la hora promedio de la cena en este país suele ser a las siete de la noche.
En algunos países como Colombia es muy poco utilizada la palabra «cena»; a la comida de la noche se le llama simplemente «comida». En este país también tienden a ser ligeras o medianas.
En Chile aproximadamente entre el 20-40% se reúne a cenar (la que muchas veces se denomina comida para diferenciarla del desayuno y almuerzo) y un 90% consume lo que se denomina "once", que es una comida que ocurre entre aproximadamente las cinco de la tarde y las nueve de noche, similar a la hora del té de la tradición Británica, que puede incluir galletas, pasteles y sándwich. Las familias que toman once y cenan, pueden hacerlo con diferencia horaria o al mismo tiempo. Entre los ingredientes típicos para la preparación de los sándwiches se encuentran la mantequilla, queso, fiambre, palta, tomate, manjar y mermelada, entre otros menos frecuentes, los cuales pueden ir solos o mezclados a gusto del comensal.

## Cenas sociales

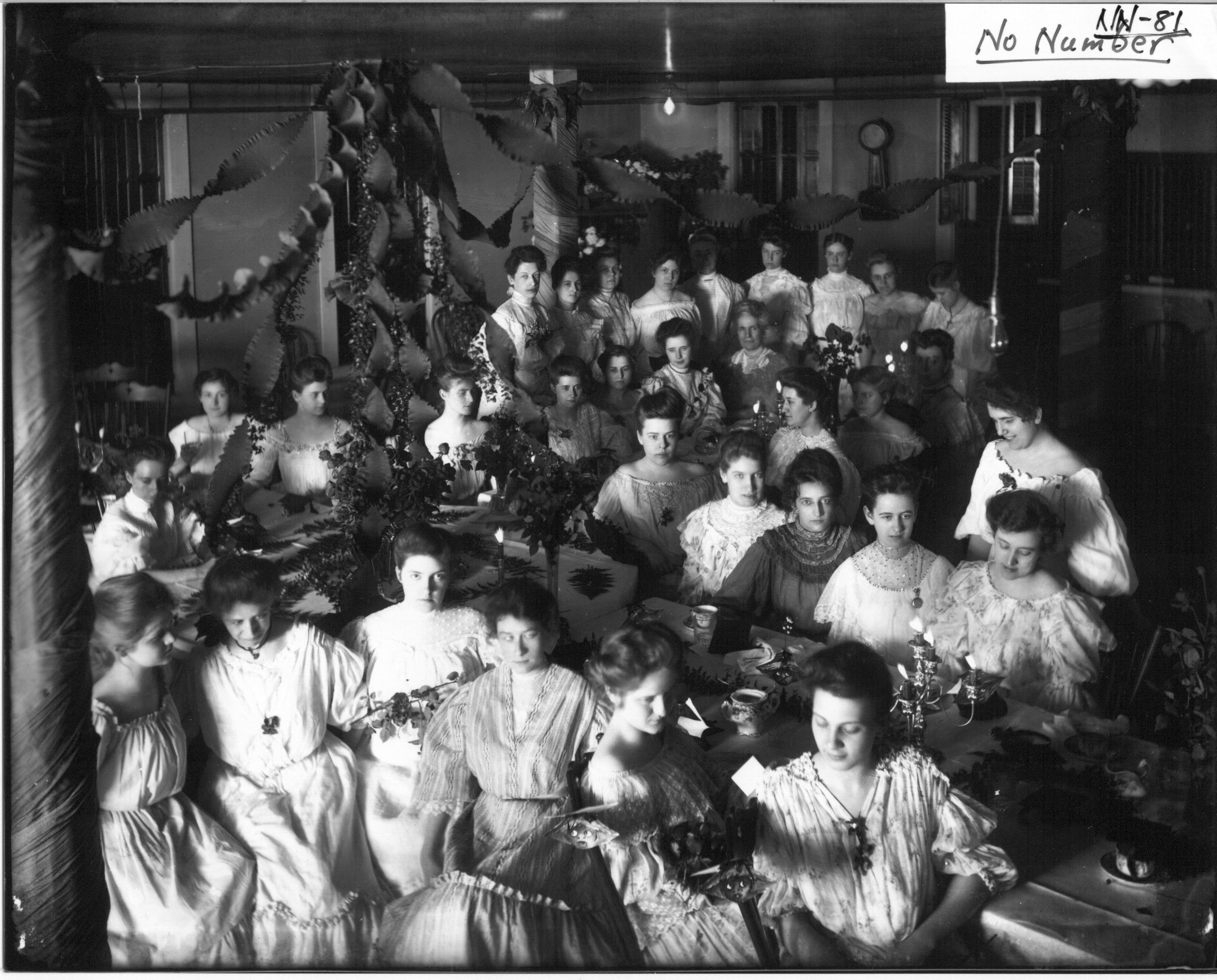
Mujeres en traje formal en una cena en el Oxford Female Institute, Ohio, Estados Unidos, fecha desconocida.

Una cena es una reunión social en la que la gente se reúne para cenar. Hay una gran variedad de cenas, desde una comida básica hasta una cena de estado.

### Roma antigua
Durante los tiempos de la Antigua Roma, una cena se conocía como convivia, y era un evento significativo para que los emperadores y senadores romanos se reunieran y discutieran sus relaciones. [15] Los romanos comían a menudo y también les gustaba mucho la salsa de pescado llamada liquamen (también conocida como Garum) durante dichas fiestas.

### Inglaterra
En Londres ( c.1875 - c.1900), las cenas eran ocasiones formales que incluían invitaciones impresas y confirmaciones de asistencia formales. La comida que se sirvió en estas fiestas varió desde grandes y extravagantes exhibiciones de comida y varios platos de comida hasta un servicio de comida y comida más simple. Las actividades a veces incluían canto y recitación de poesía, entre otras.

### Cena formal
Una cena formal tiene varios requisitos. Primero, requiere que los participantes usen un atuendo de noche como un esmoquin, con una corbata negra o blanca; segundo, toda la comida se sirve desde la cocina; tercero, "no se colocan platos ni utensilios sobre la mesa. Todo el servicio y limpieza de la mesa es realizado por mayordomos y otro personal de servicio"; se sirven cuatro platos múltiples; y finalmente hay un orden de servicio y protocolos de asientos.

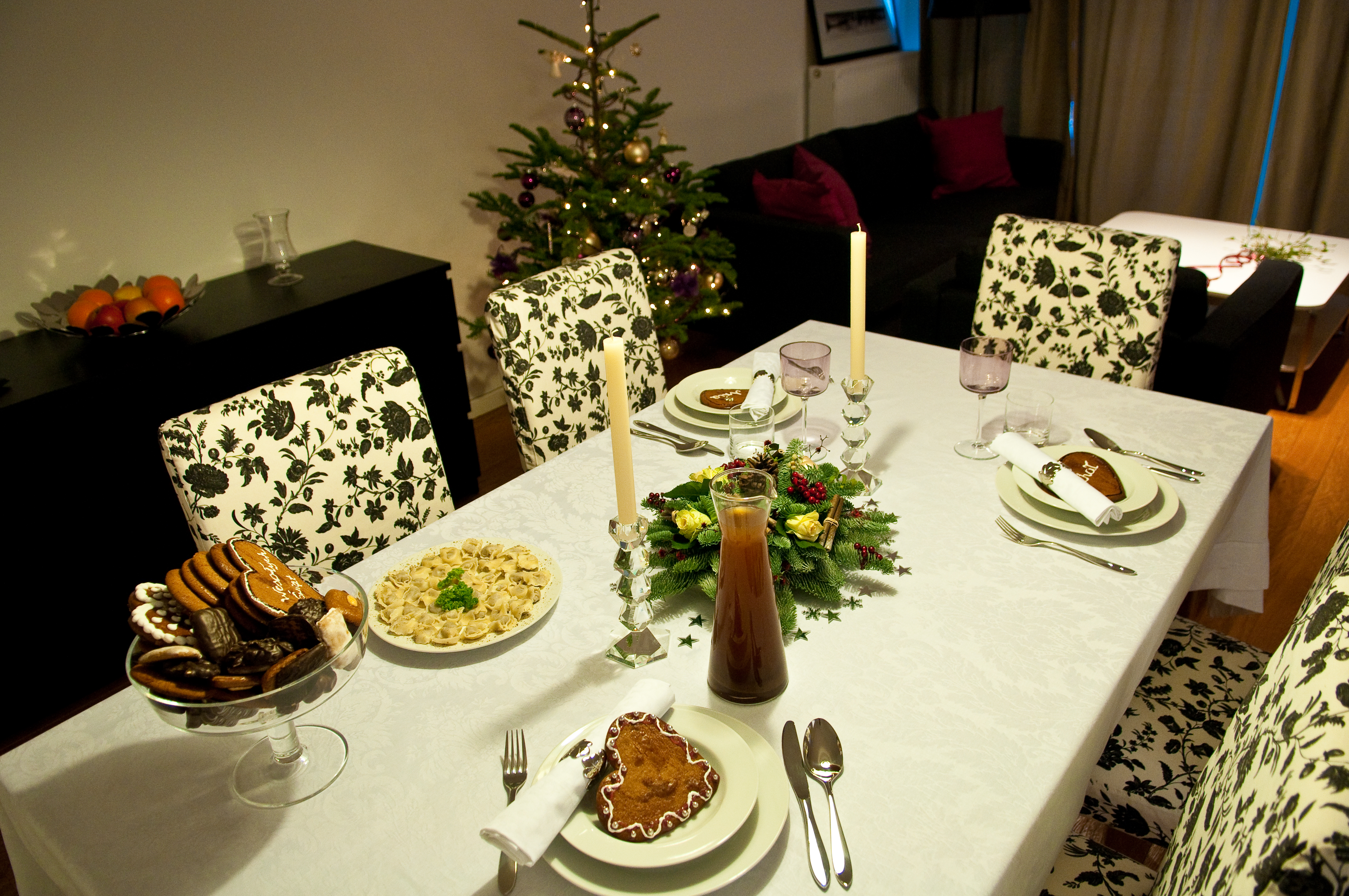
Una disposición formal de una mesa para una cena familiar de Navidad en Bélgica.

## Véase también

Disposición de la vajilla y la cubertería en una cena formal.

## Galería

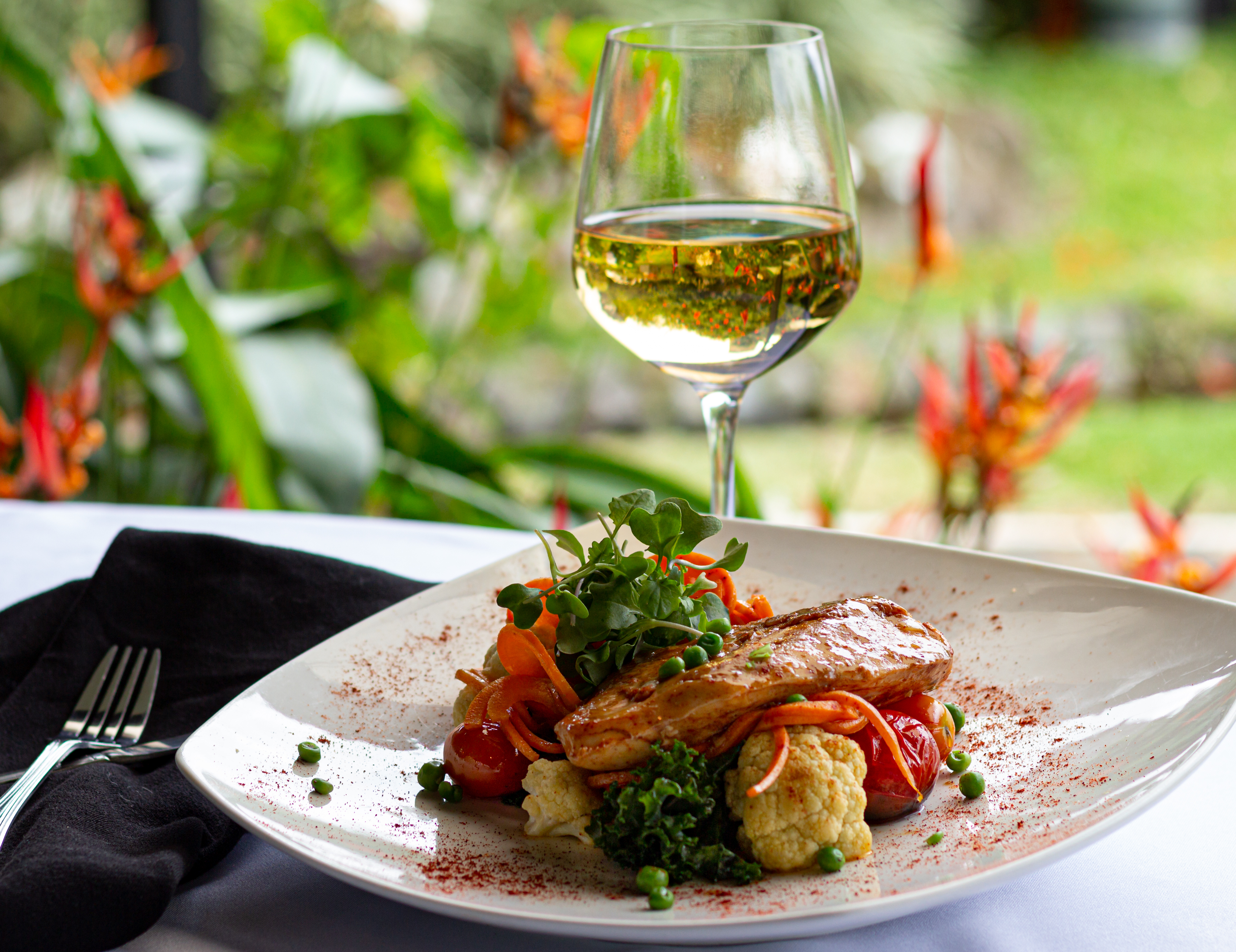
Cena informal en restaurante occidental.
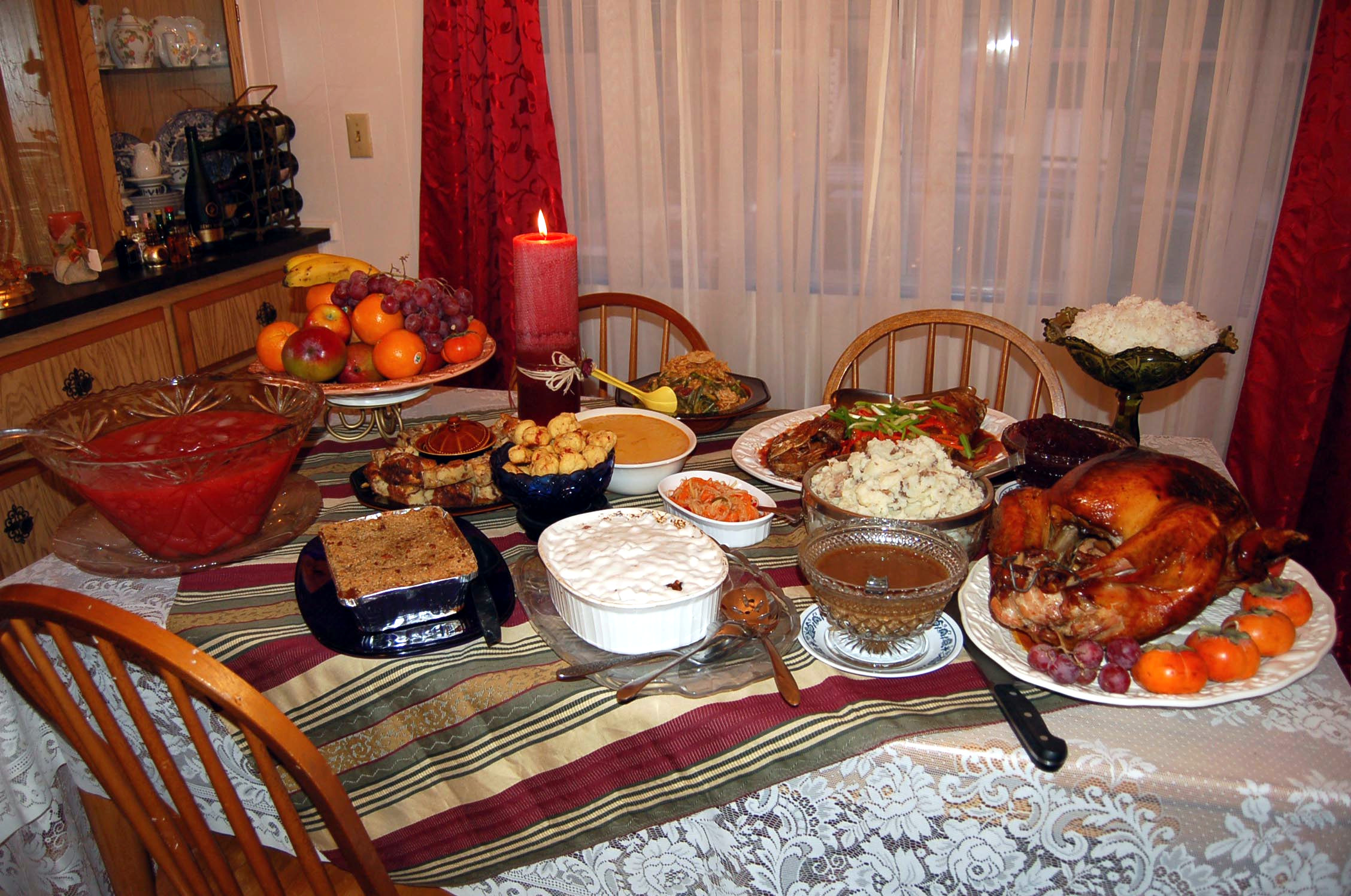
Cena de Acción de Gracias.
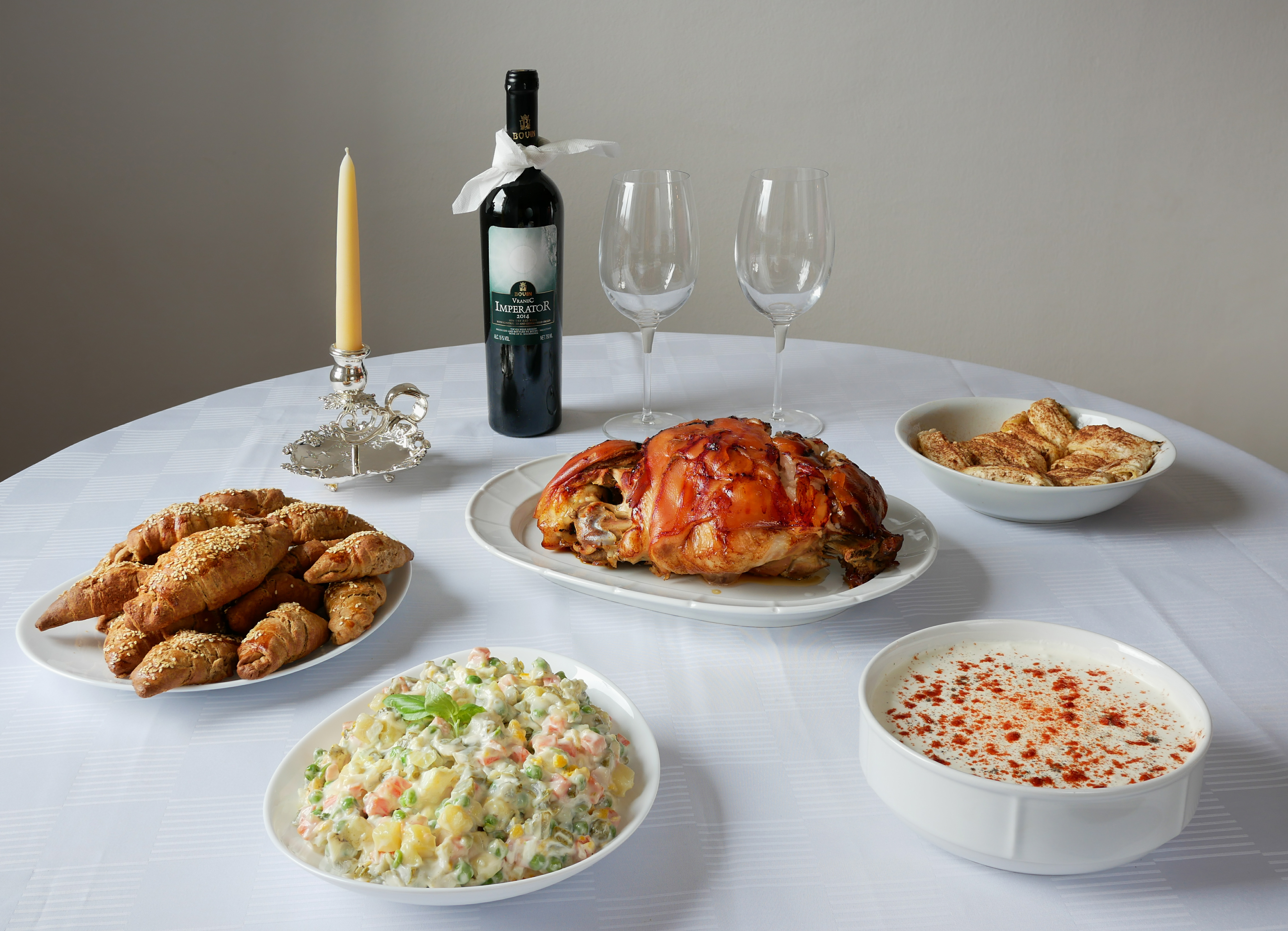
Cena de Navidad.
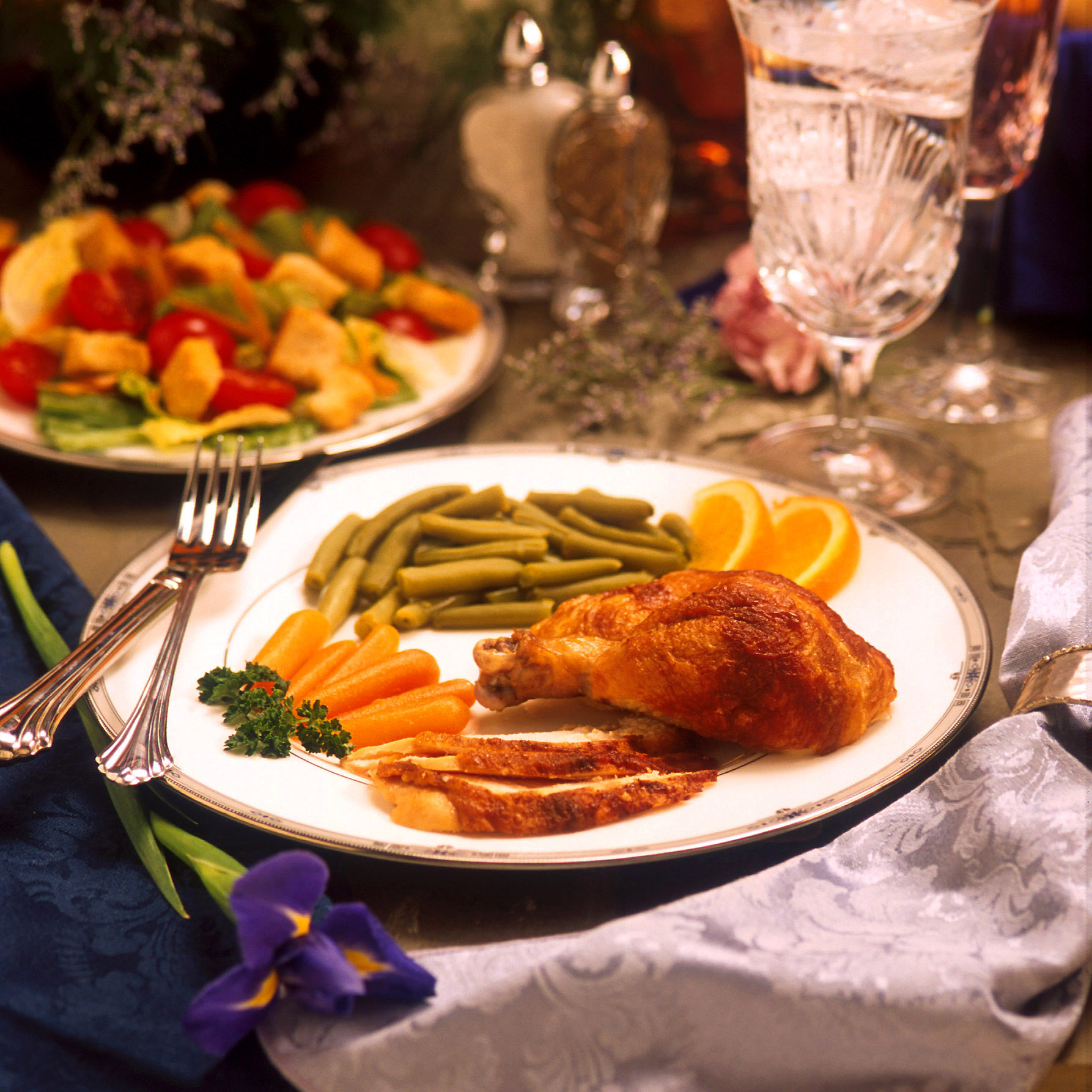
Un ambiente de cena estadounidense formal.
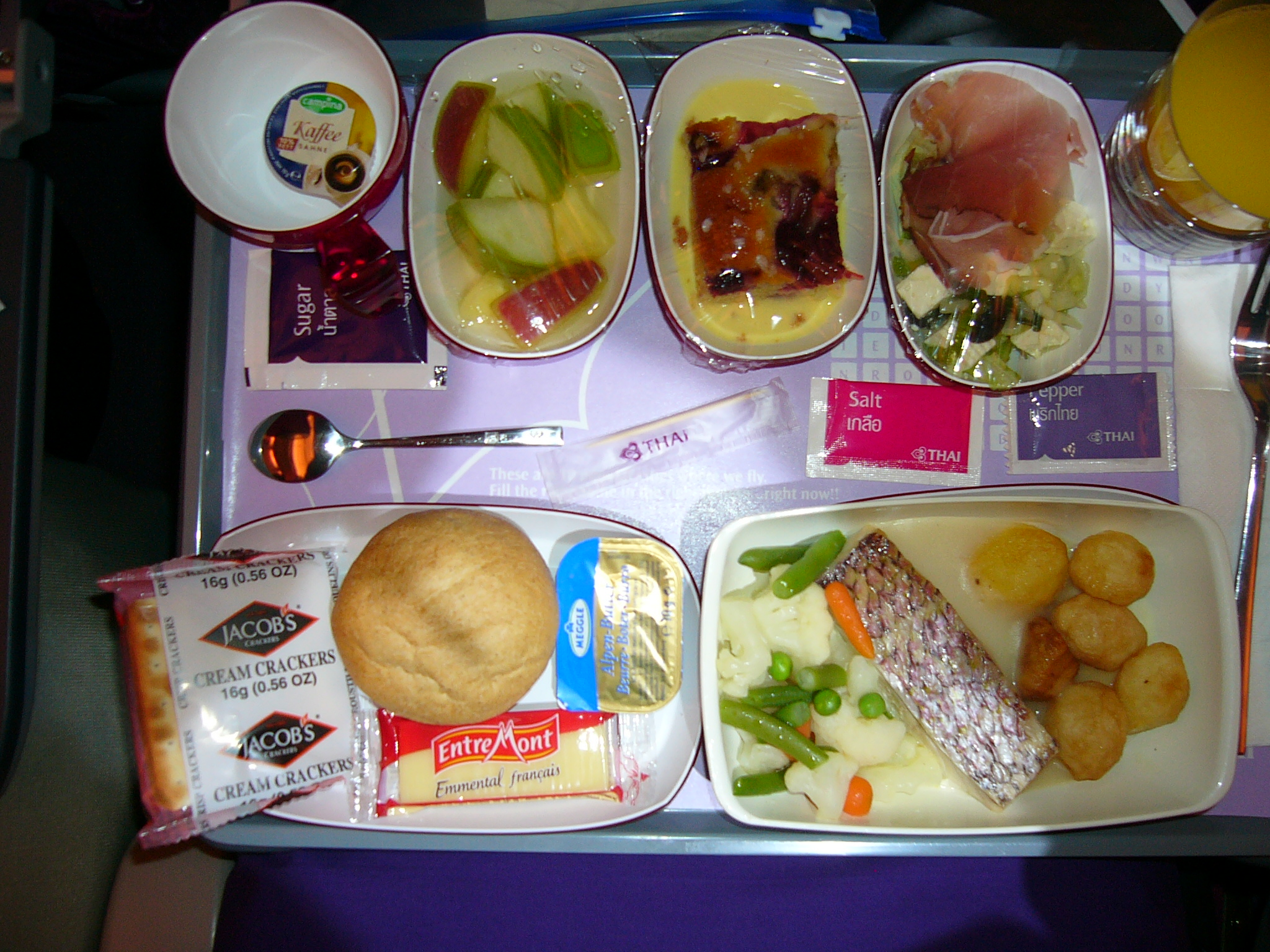
Una cena de avión.
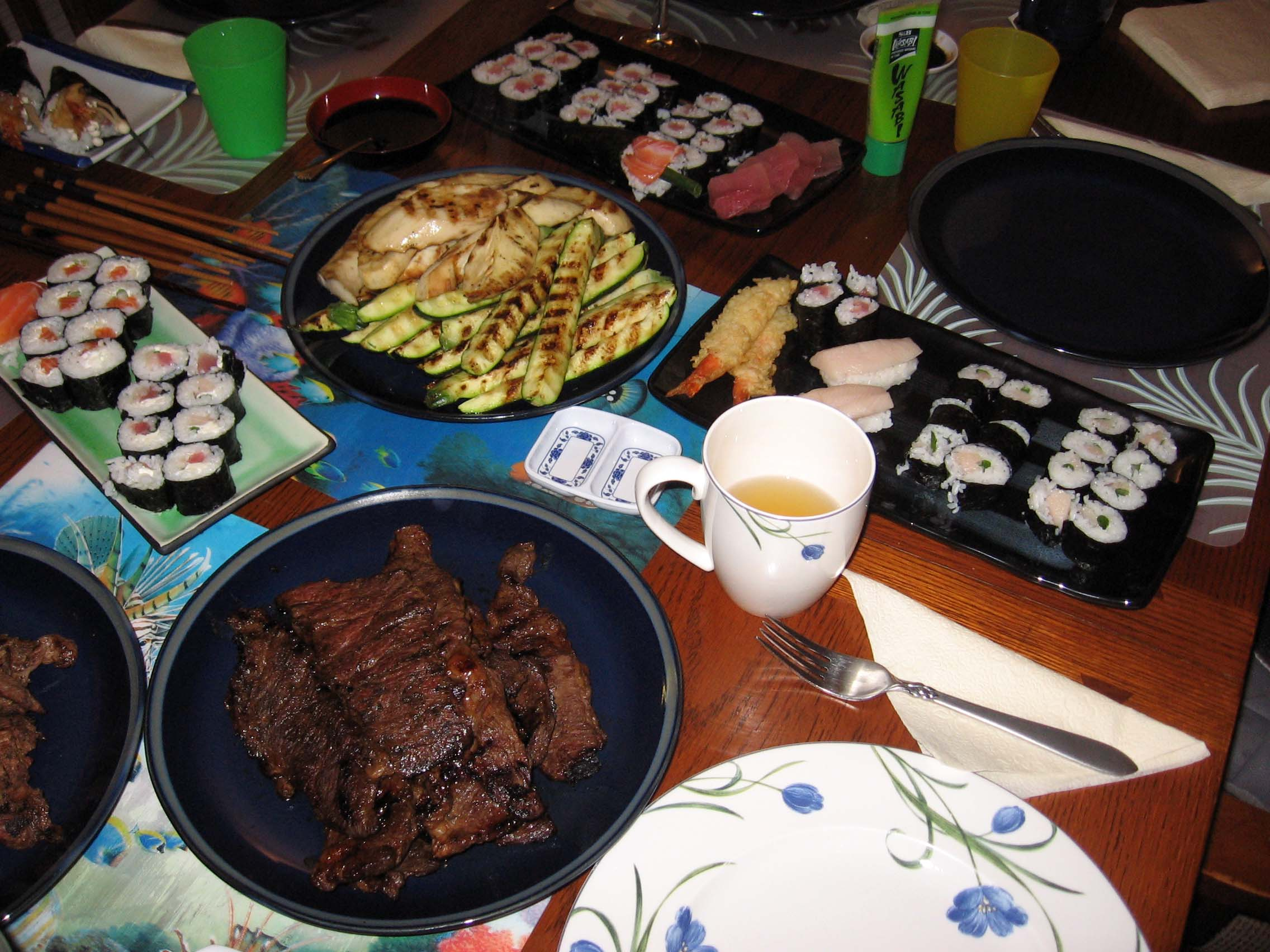
Cena japonesa.
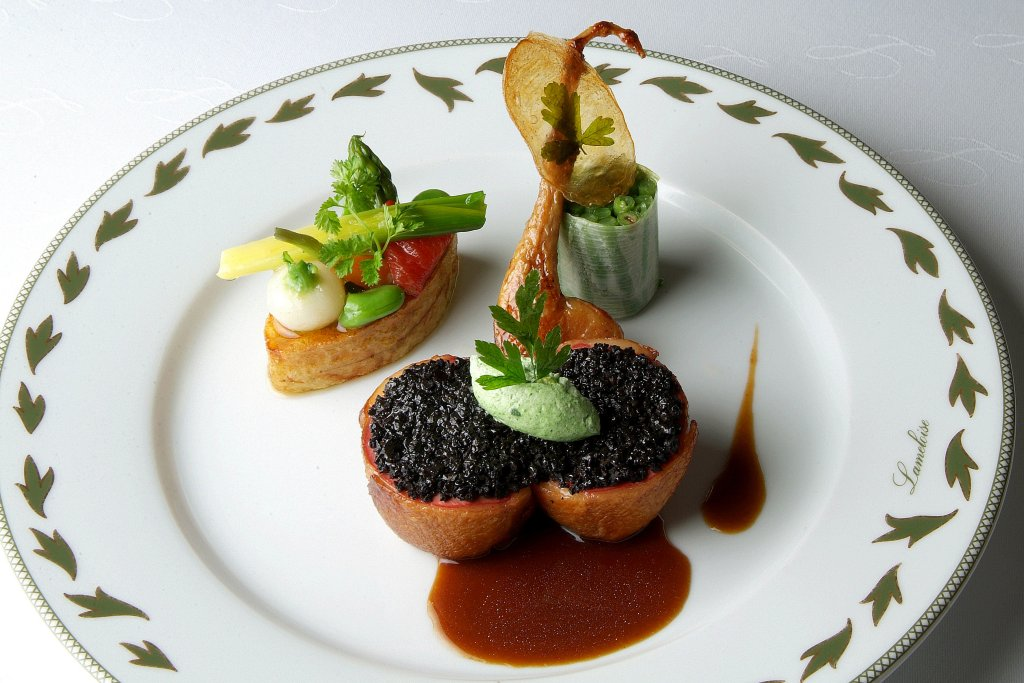
Cena al estilo Nouvelle cuisine.
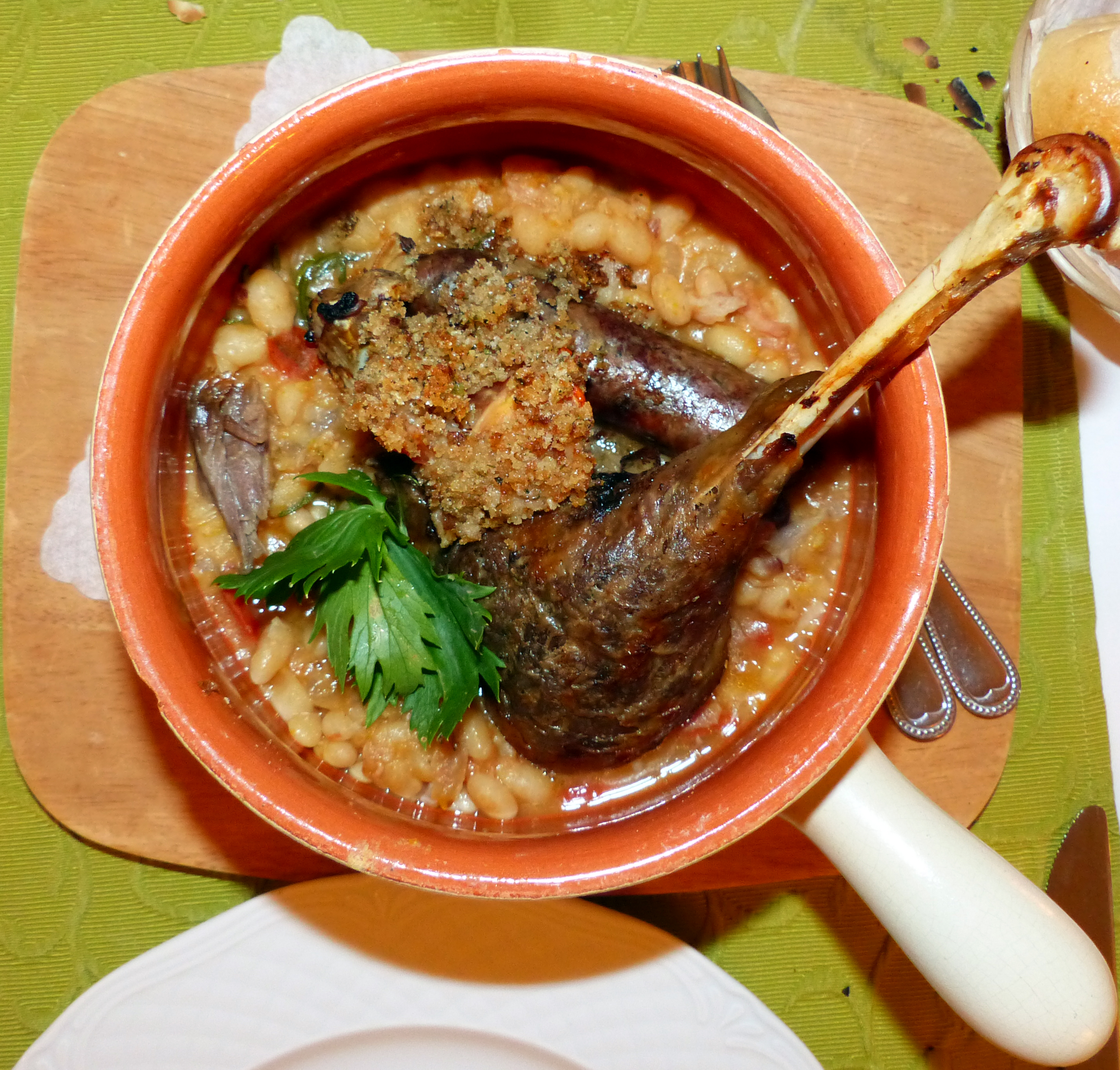
Cassoulet para una cena alemana.
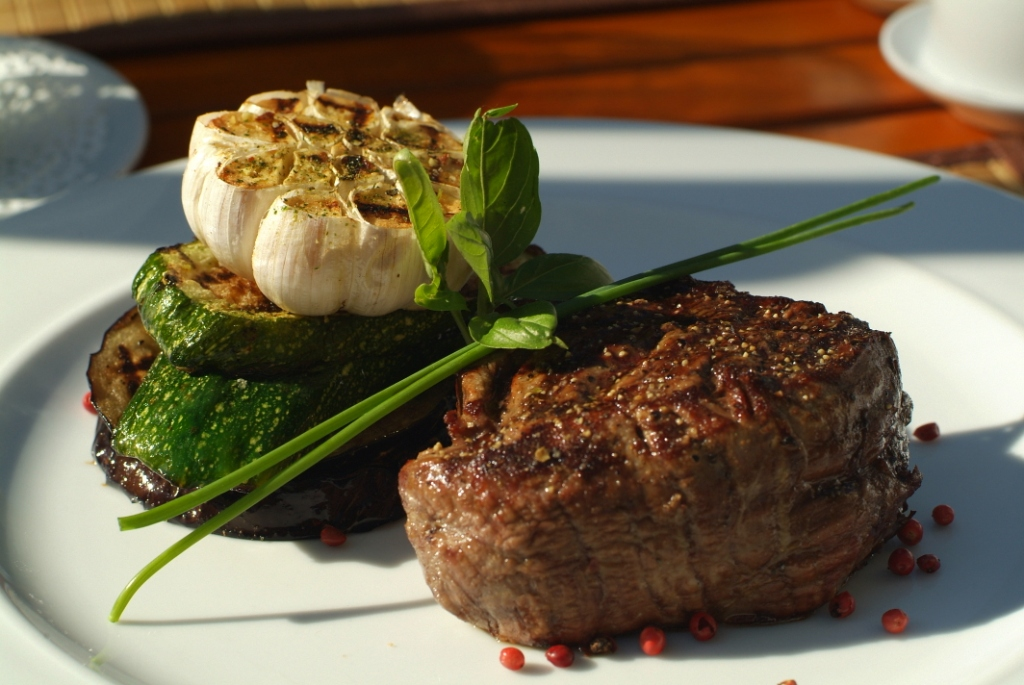
Filete de ternera en un asador.
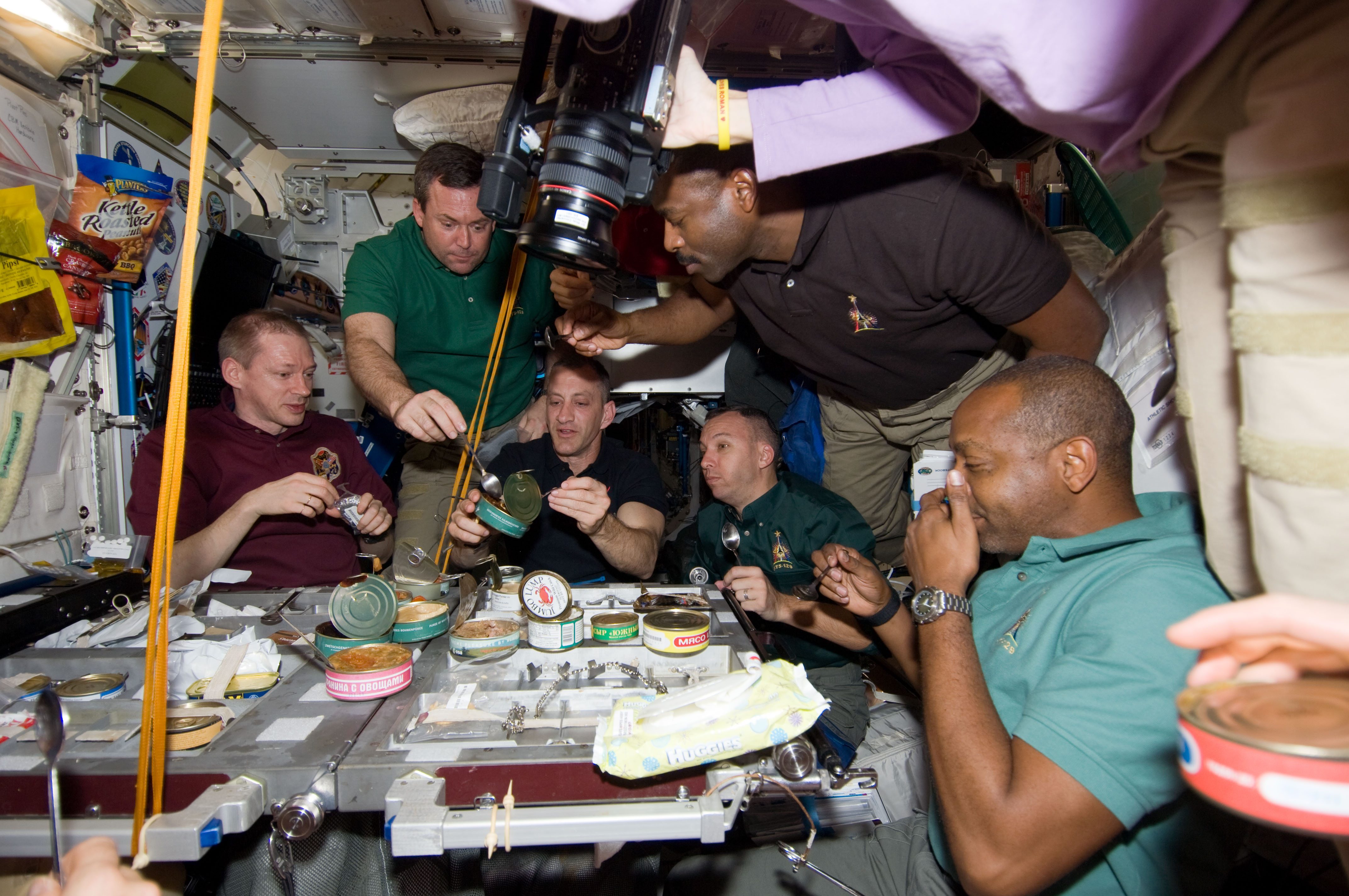
Una cena en el espacio a bordo de la Estación Espacial Internacional durante la misión STS-129 en 2009.